# Indywidualne Mistrzostwa Polski na Żużlu 2017

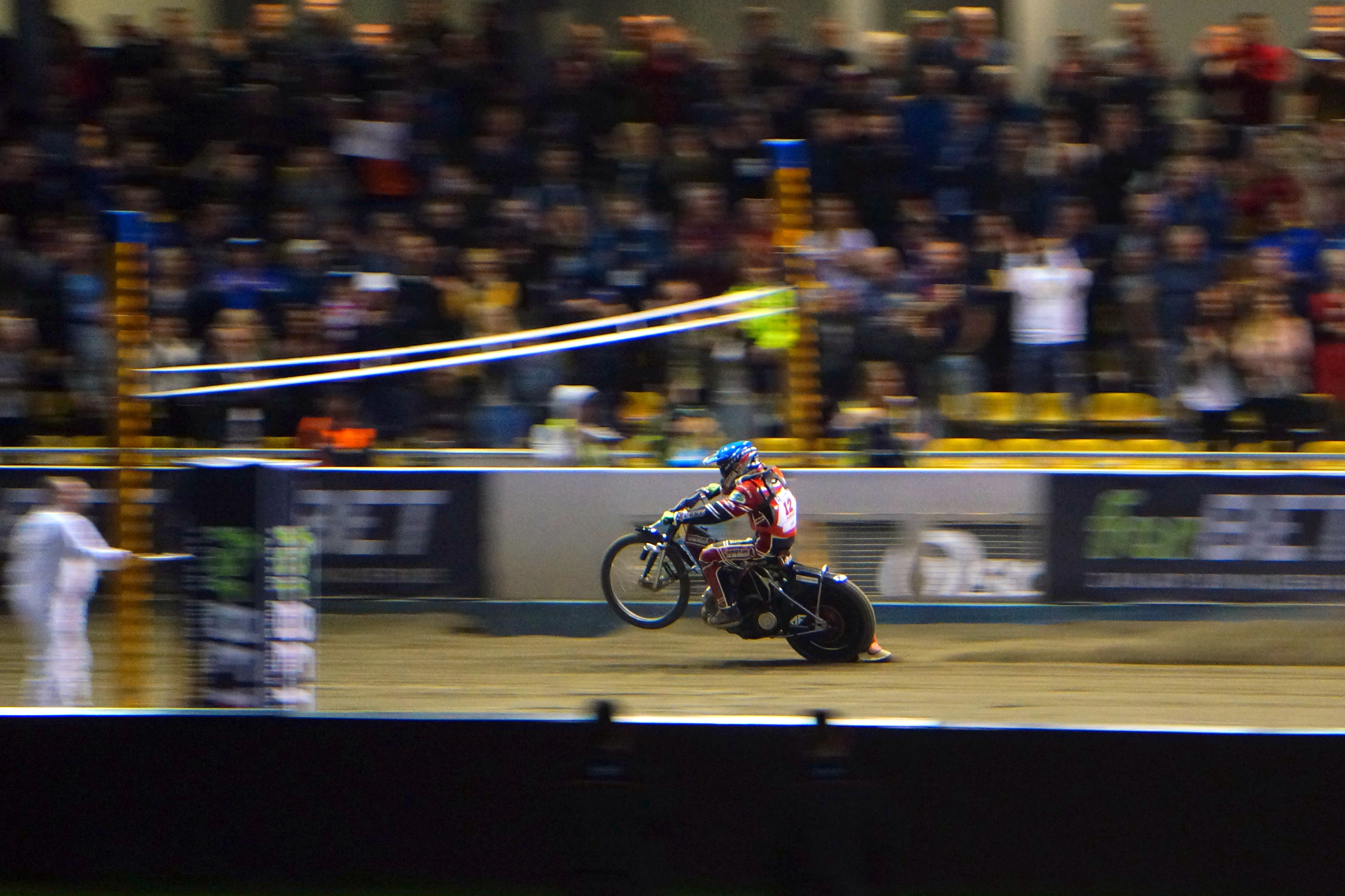
Szymon Woźniak zdobywa tytuł Mistrza Polski

Indywidualne Mistrzostwa Polski na Żużlu 2017 – 73. edycja zawodów żużlowych, mająca na celu wyłonienie medalistów indywidualnych mistrzostw Polski w sezonie 2017. Rozegrano cztery turnieje ćwierćfinałowe, dwa półfinały oraz finał. Tytułu mistrza Polski z poprzedniego sezonu bronił Patryk Dudek.

## Finał
Finał rozegrano według następującej formuły: po 20 biegach zasadniczych, dwóch zawodników z największą liczbą punktów (Przemysław Pawlicki – 13 i Jarosław Hampel – 12) awansowało bezpośrednio do finału, natomiast o dwa pozostałe miejsca rozegrano bieg półfinałowy, z udziałem zawodników z miejsc 3–6 (Janusz Kołodziej – 11, Szymon Woźniak – 10, Bartosz Zmarzlik – 10 i Patryk Dudek – 10). Z tego biegu do finału awansowali Woźniak i Dudek. O miejscach w klasyfikacji końcowej decydował bieg finałowy, zakończony zwycięstwem Szymona Woźniaka.
W obsadzie finału doszło do 2 zmian: miejsce kontuzjowanego Adriana Miedzińskiego zajął pierwszy rezerwowy Norbert Kościuch, natomiast miejsce rezerwowego po Kościuchu – Kacper Woryna.
- Gorzów Wlkp., 2 lipca 2017
- Sędzia: Paweł Słupski
- Widzów: 12 500

| Msc. | Zawodnik             | Klub         | Pkt    |             |  |
| ---- | -------------------- | ------------ | ------ | ----------- |  |
| 1    | Szymon Woźniak       | Wrocław      | 10+3+3 | (3,2,1,1,3) |  |
| 2    | Przemysław Pawlicki  | Gorzów Wlkp. | 13+2   | (3,2,3,2,3) |  |
| 3    | Patryk Dudek         | Zielona Góra | 10+2+1 | (2,2,2,3,1) |  |
| 4    | Jarosław Hampel      | Zielona Góra | 12+0   | (3,3,0,3,3) |  |
| 5    | Janusz Kołodziej     | Leszno       | 11+1   | (3,3,2,1,2) |  |
| 6    | Bartosz Zmarzlik     | Gorzów Wlkp. | 10+0   | (1,3,3,1,2) |  |
| 7    | Norbert Kościuch     | Piła         | 8      | (1,0,2,3,2) |  |
| 8    | Maciej Janowski      | Wrocław      | 7      | (2,3,d,2,0) |  |
| 9    | Piotr Pawlicki       | Leszno       | 7      | (1,1,1,3,1) |  |
| 10   | Tobiasz Musielak     | Rybnik       | 7      | (0,1,2,2,2) |  |
| 11   | Grzegorz Zengota     | Leszno       | 6      | (0,w,3,0,3) |  |
| 12   | Krzysztof Buczkowski | Grudziądz    | 6      | (2,u,3,w,1) |  |
| 13   | Dawid Lampart        | Rzeszów      | 6      | (2,2,1,0,1) |  |
| 14   | Krystian Pieszczek   | Grudziądz    | 3      | (1,t,0,2,0) |  |
| 15   | Mateusz Szczepaniak  | Kraków       | 2      | (0,1,u,1,0) |  |
| 16   | Daniel Jeleniewski   | Lublin       | 1      | (0,0,1,0,0) |  |
| 17   | rez. Kacper Woryna   | Rybnik       | 0      | (w)         |  |
|      | rez. Kacper Gomólski | Gdańsk       | ns     |             |  |

Bieg po biegu:
1. (59,78) Hampel, Janowski, Kościuch, Szczepaniak
2. (58,51) Kołodziej, Buczkowski, Pieszczek, Musielak
3. (59,17) Woźniak, Dudek, Zmarzlik, Zengota
4. (58,52) Prz. Pawlicki, Lampart, Pi. Pawlicki, Jeleniewski
5. (59,71) Janowski, Lampart, Woryna (w/x2), Zengota (w/x2), Pieszczek (t)
6. (58,65) Kołodziej, Dudek, Pi. Pawlicki, Kościuch
7. (58,81) Zmarzlik, Prz. Pawlicki, Szczepaniak, Buczkowski (u)
8. (59,21) Hampel, Woźniak, Musielak, Jeleniewski
9. (58,82) Zmarzlik, Kołodziej, Jeleniewski, Janowski (d4)
10. (59,63) Prz. Pawlicki, Kościuch, Woźniak, Pieszczek
11. (59,56) Zengota, Musielak, Pi. Pawlicki, Szczepaniak (u)
12. (59,72) Buczkowski, Dudek, Lampart, Hampel
13. (59,16) Pi. Pawlicki, Janowski, Woźniak, Buczkowski (w/su)
14. (59,47) Kościuch, Musielak, Zmarzlik, Lampart
15. (59,11) Dudek, Pieszczek, Szczepaniak, Jeleniewski
16. (59,44) Hampel, Prz. Pawlicki, Kołodziej, Zengota
17. (59,16) Prz. Pawlicki, Musielak, Dudek, Janowski
18. (59,13) Zengota, Kościuch, Buczkowski, Jeleniewski
19. (59,27) Woźniak, Kołodziej, Lampart, Szczepaniak
20. (59,35) Hampel, Zmarzlik, Pi. Pawlicki, Pieszczek
21. Półfinał: (59,75) Woźniak, Dudek, Kołodziej, Zmarzlik
22. Finał: (59,06) Woźniak, Prz. Pawlicki, Dudek, Hampel